# Rimae Doppelmayer
Rimae Doppelmayer – grupa rowów  na powierzchni Księżyca o średnicy około 162 km. Znajduje się na obszarze Mare Humorum na współrzędnych selenograficznych ☾ 25,9°S 45,1°W/-25,900000 -45,100000. Nazwa tego systemu kanałów została nadana w 1964 roku przez Międzynarodową Unię Astronomiczną i pochodzi od pobliskiego krateru Doppelmayer.